# الجامعة الملكية المغربية لكرة القدم
الجامعة الملكية المغربية لكرة القدم هي الاتحاد الوطني المسؤول عن إدارة نشاط كرة القدم في المغرب، تأسست عام 1955 وانضمت إلى الاتحاد الدولي لكرة القدم بعدها بخمسة أعوام في 1960 كما انضمت إلى الاتحاد الإفريقي لكرة القدم في عام 1959. وهي تضم تحت لوائها فرق كرة القدم المغربية كما تسهر على تنظيم المسابقات الوطنية وكذا الدولية.
تُدار الجامعة الملكية المغربية لكرة القدم منذ عام 2014 من قبل فوزي لقجع، وبلغت ميزانيتها في عام 2018 حوالي 826 مليون درهم.
ينقسم التراب المغربي إلى عدة عُصبات جهوية لكرة القدم تحت إشراف الجامعة الملكية المغربية لكرة القدم. تشكل هذه العُصبات القسم السادس في نظام دوريات كرة القدم المغربية للرجال، والقسم الثالث في دوري كرة القدم النسوية.
تُؤَطر الجامعة الملكية المغربية لكرة القدم بالقانون رقم 30-09 المتعلق بالتربية البدنية والرياضة، وبأنظمتها الأساسية القانونية. وتُعتبر الجامعة جمعية رياضية ذات نفع عام، معترف بها بموجب المرسوم رقم 2.15.948 الصادر في 15 ديسمبر 2015. 

## تاريخ

### التأسيس
في عام 1955 قبل الاستقلال بسنة أخذت الجامعة الملكية المغربية بزمام أمور العصبة الوطنية التي كانت آنذاك واحدة من ال 22 عصبة المنطوية تحت لواء جامعة الكرة الفرنسية في عهد الحماية الفرنسية. في السابع من يوليوز 1956 تأسست وبصفة رسمية الجامعة الملكية المغربية لكرة القدم، وانطلقت بعدها أول بطولة مغربية في الخامس عشر من شتنبر 1956، كما انتسبت للإتحاد الدولي لكرة القدم «فيفا» في في 1960. وهي عضو في الإتحإد الإفريقي «كاف» منذ عام1959.
في الحادي عشر من نونبر 1956 نظم أول جمع عام إذ عرف حضور ذوي الكفاءات العالية من مواطني المملكة ومن تحدوه رغبة في تحمل مسؤوليات الجامعة الجديدة، في هذا الجمع تم توزيع المهام والسلط ونص قوانين الجامعة وتحديد أعضائها ورئيسها كما تم تحديد جغرافية العصب الجهوية. من هذا تم تسجيل انخراط في أول موسم كروي 310 فريق كرة ضمت 6087 رخصة وموزعة على سبع عصب جهوية هي: الشاوية، الغرب، الشرق، الجنوب، سوس، الشمال الشرقي والشمال.
كأس العرش هي مسابقة وطنية تعتمد على مبدأ الإقصاء المباشر انطلقت فعالياتها موازاتا مع أول موسم وطني 1956/1957.
الوداد الرياضي كان أول فائز بالنسخة الأولى من البطولة الوطنية فيما فازت مولودية وجدة بشرف نيل أول كأس عرش.

### رؤساء
منذ إنشاء الجامعة ترأستها شخصيات مختلفة لها علاقة إما بالسياسة أو بوزارتي الداخلية أو الدفاع أو شخصيات رياضية عسكرية، حيث كان أول رئيس للجامعة سنة 1956-1957 أحمد اليزيدي والذي خلفه عمر بوستة، وبعد ذلك تولى المنصب لاعبون سابقون ابرزهم الكولونيل المهدي بلمجدوب سنة 1978-1979 والذي تسببت له هزيمة الفريق الوطني أمام الجزائر سنة 1979 في مغادرة منصبه، ثم بين 1986 و1992 كلف كل من الكولونيل إدريس باموس، الذي خرج من منصبه بسبب إقصاء المنتخب من الدور الأول لكأس إفريقيا للأمم بالسنغال، حيث عوضه الكولونيل ماجور الحسين الزموري، والذي استبدل هو الآخر بعد خروج المنتخب من كأس العالم سنة 1994 بالجنرال حسني بنسليمان الذي مكث في رئاسة الجامعة لفترتين، والذي غادر الجامعة بعد الهزيمة أمام الغابون في الرباط.
في أبريل 2009 انتخب علي الفاسي الفهري رئيسا للجامعة الملكية المغربية لكرة القدم لكن الهزائم المتتالية للمنتخب المغربي عجلت برحيله  وبعد فترة عصيبة مرت من خلالها الجامعة لتحديد الرئيس الجديد انتخب فوزي لقجع رئيسا جديدا للجامعة يوم 13 أبريل 2014  وقد كان أهم تحدي ينتظر الجامعة الجديدة هو تعيين ناخب وطني جديد لقياد أسود الأطلس فتم تعيين المدرب بادو الزاكي الذي يعتبره خبراء كرة القدم المغربية هو الرجل المناسب لقيادة المنتخب في كأس الأمم الأفريقية لكرة القدم 2015 التي كان من المتوقع أن تقام في المغرب قبل أن يقصى المغرب من المنافسة بعض رفض المغرب تنظيم الكأس وطالب بتأجيلها إلى سنة 2016 بسبب وباء الإبولا.
و فيما يلي قائمة لرؤساء الجامعة منذ تأسيسها:
| الرؤساء                                        | فترة الرئاسة |
| ---------------------------------------------- | ------------ |
| أحمد اليازيدي (لجنة مؤقتة)                     | 1956-1957    |
| عمر بوستة                                      | 1957-1962    |
| إدريس السلاوي                                  | 1962-1966    |
| مجيد بنجلون                                    | 1966-1969    |
| المعطي جوريو                                   | 1969-1970    |
| بدر الدين السنوسي                              | 1970-1971    |
| أرسلان الجديدي                                 | 1971-1974    |
| عثمان السليماني                                | 1974-1978    |
| الكولونيل المهدي بلمجدوب                       | 1978-1979    |
| فضول بنزروال                                   | 1979-1985    |
| الكولونيل إدريس باموس                          | 1986-1992    |
| الكولونيل ماجور حسين الزموري                   | 1992-1994    |
| الجنرال دوكور دارمي حسني بنسليمان (لجنة مؤقتة) | 1994-1999    |
| الجنرال دوكور دارمي حسني بنسليمان              | 1999-2009    |
| علي الفاسي الفهري                              | 2009-2013    |
| فوزي لقجع                                      | 2014-...     |

## مسابقات
- الدوري المغربي لكرة القدم
- الدوري المغربي لكرة القدم القسم الثاني
- الدوري المغربي لكرة القدم القسم الثالث
- الدوري المغربي لكرة القدم القسم الرابع
- كأس العرش
- كأس السوبر المغربي

## نتائج المنتخبات الوطنية

### المنتخب الأول

#### كأس العالم لكرة القدم
- 6 مشاركات:1970;1986;1994;1998

2018; 2022
- نصف النهائي: 2022

#### كأس الأمم الأفريقية لكرة القدم
```
* 15 مشاركة:
1972
;
1976
;
1978
;
1980
;
1986
;
1988
;
1992
;
1998
;
2000
;
2002
;
2004
;
2006
;
2008
;
2012
;
2013

* بطل: 
1976

* وصيف: 
2004

* نصف النهائي: 
1980
;
1986
;
1988

* ربع النهائي: 
1998
;
2017
```

### المنتخب المحلي

#### كأس أمم أفريقيا للمحليين
```
* 3 مشاركات:
2014
 
2016
 
2018

* فوز بالكأس: 
2018
 
* ربع النهائي: 
2014
```

الدور المجموعات: كأس أمم أفريقيا للمحليين.2016/2016

### المنتخب الأولمبي

#### الألعاب الأولمبية
```
* 7 مشاركات: 
1964
;
1972
;
1984
;
1992
;
2000
;
2004
;
2012

* الميدالية البرونزية : 
2024
```

#### ألعاب البحر الأبيض المتوسط
```
* بطل: 
1983
;
2013

* نصف النهائي ; 
2005
```

#### الألعاب الفرانكوفونية
```
* بطل مرتين: 
2001
 
2017

* وصيف: 
2013

* نصف النهائي: 
1994
```

### منتخب الشباب تحت 20 سنة

#### كأس العالم لكرة القدم تحت 20 سنة
```
* 3 مشاركات: 
1977
;
1997
;
2005

* نصف النهائي: 
2005

* ثمن النهائي: 
1997
```

#### كأس أمم إفريقيا لكرة القدم
```
* 10 مشاركات: 
1979
;
1981
;
1983
;
1985
;
1987
;
1989
;
1993
;
1997
;
2003
;
2005

* بطل: 
1997

* نصف النهائي: 
1987
;
2005
```

### منتخب الفتيان تحت 17 سنة
- كأس العالم تحت 17 سنة لكرة القدم

```
* مشاركة واحدة: 
2013

* ثمن النهائي: 
2013
```

- كأس أفريقيا تحت 17 سنة

```
* مشاركة واحدة: 
2013

* نصف النهائي: 
2013
```

## الكرة الذهبية الإفريقية
حصل أربعة لاعبين مغاربة على الكرة الذهبية الإفريقية وهم:
- 1998 : مصطفى حجي
- 1986 : بادو الزاكي
- 1985 : محمد التيمومي
- 1975 : أحمد فرس

## الأندية الرئيسية
- شباب المحمدية
- الرجاء الرياضي
- الوداد الرياضي
- الجيش الملكي
- المغرب الفاسي
- المغرب التطواني
- الفتح الرباطي
- الكوكب المراكشي
- الدفاع الحسني الجديدي
- حسنية أكادير
- النادي القنيطري
- أولمبيك خريبكة
- المولودية الوجدية
- اتحاد طنجة
- أولمبيك أسفي
- نهضة بركان

## وصلات خارجية
- الموقع الرسمي للجامعة الملكية المغربية
- البطولة كوم موقع مغربي يهتم بكل ما يتعلق بالكرة المغربية
- جريدة المنتخب وهي جريدة مغربية مهتم بالشأن الكروي المغربي خاصة المنتخب المغربي